# Stewart Goodyear
Stewart Goodyear (1978) è un pianista, compositore e arrangiatore canadese.

## Biografia
Stewart Goodyear ha studiato al Conservatorio reale di musica di Toronto.
È molto noto per aver eseguito tutte le 32 sonate di Beethoven nel corso di 5 giorni a Ottawa nel 2010.